# Mike Jackel
Michael Jackel, detto Mike (Vancouver, 19 ottobre 1959), è un ex cestista canadese naturalizzato tedesco.

## Carriera
Con la Germania Ovest ha disputato due edizioni dei Campionati europei (1985, 1987).
Con la Germania ha disputato i Giochi olimpici di Barcellona 1992 e i Campionati europei del 1993.

## Palmarès

### Squadra
- Campionato tedesco: 4

ASC 1846 Gottinga: 1982-83, 1983-84
Saturn Colonia: 1986-87, 1987-88
- Coppa di Germania: 4

MTV Wolfenbüttel: 1982
ASC 1846 Gottinga: 1984, 1985
Brose Bamberg: 1992

### Individuale
- Basketball-Bundesliga MVP: 1

Saturn Colonia: 1987-88